# Kallumoras
Kallumoras är en kulle i Finland. Den ligger i Utsjoki kommun i landskapet Lappland, i den norra delen av landet, 1 100 km norr om huvudstaden Helsingfors. Toppen på Kallumoras är 320 meter över havet, eller 52 meter över den omgivande terrängen. Bredden vid basen är 1,6 km.
Terrängen runt Kallumoras är huvudsakligen platt. Trakten runt Kallumoras är nära nog obefolkad, med mindre än två invånare per kvadratkilometer. Det finns inga samhällen i närheten. Omgivningarna runt Kallumoras är i huvudsak ett öppet busklandskap.